# Hrabia Listowel
Hrabia Listowel – irlandzki tytuł parowski z epoki dominacji angielskiej, utworzony w roku 1822 dla Williama Hare, wicehrabiego Ennismore i Listowel.
Informacje ogólne
- Dodatkowymi tytułami hrabiego Listowel są:
  - wicehrabia Ennismore and Listowel
  - baron Ennismore
  - baron Hare
- Najstarszy syn hrabiego Listowel nosi tytuł wicehrabiego Ennismore.

Hrabiowie Listowel 1. kreacji (parostwo Irlandii)
- 1822–1837: William Hare, 1. hrabia Listowel
- 1837–1856: William Hare, 2. hrabia Listowel
- 1856–1924: William Hare, 3. hrabia Listowel
- 1924–1931: Richard Granville Hare, 4. hrabia Listowel
- 1931–1997: William Francis Hare, 5. hrabia Listowel
- 1997 -: Francis Michael Hare, 6. hrabia Listowel

Dziedzic tytułu hrabiego Listowel: Timothy Patrick Hare, młodszy brat 6. hrabiego.